# Erőgépek
Az erőgép vagy motor vagy többnyire repülő járművek esetén hajtómű olyan gép, mely valamilyen energiaformát (helyzeti, mozgási, hő-, elektromágneses, kémiai) hasznos mechanikai munkává, mozgási energiává vagy tolóerővé alakítja. Leggyakrabban forgómozgást állítanak elő, de az egyenesvonalú vagy az alternáló mozgás is gyakori. Atomenergiát a jelenlegi technológiák közvetlenül nem képesek mechanikai energiává alakítani, általában hőhatását használják ki. Biológiai élő szervezetek a nem termikus kémiai energiát átalakítják mechanikai energiává. Az erőgépeket általában munkagépek/gépek és járművek meghajtására használjuk.
A hajtómű kifejezés azt a fizikai értelemben munkát végző szerkezetet jelenti, amely eszköz egy mechanikus gép működtetéséért illetve mozgatásáért, meghajtásáért felelős. Átvitt értelemben nagyon sok szakma használja, hiszen például az ingaóra járását az inga-hajtómű biztosítja, vagy a vízimalom hajtóműve a víz mozgási energiáját kihasználó vízikerék stb. A hajtómű elsősorban persze a járművek (légi, vízi, földi) mozgatására szolgáló motorok gyűjtőfogalma.
- A repülőgépek hajtóműveiről, azok működési elvéről a repülőgépmotor szócikkben lehet bővebben olvasni.
- A belső égésű motor magyarázatát lásd az Otto-motor szócikkben.
- Az elektromos árammal működő gépekhez a villanymotor adja a meghajtást.
- Bizonyos különleges járműveket is erőgépnek nevezünk, pl. a mezőgazdasági erőgépeket (lassú járműnek minősített önjáró munkagép).

## Az erőgépek csoportosítása felhasznált energia szerint
az energiaátalakítás kiinduló energiafajtája sokféle lehet, a legfontosabb esetekben mechanikai energiát (vízienergiát) vagy hőenergiát alakítanak át mechanikai energiává.

### Mechanikai energiát hasznosító erőgépek

#### Helyzeti (potenciális) energiát hasznosító erőgép
- Víz közeggel működők:
  - Felülcsapott vízikerék,
  - Reakciós vízturbinák: Francis, Kaplan.
- Szilárd test potenciális energiájával működő:
  - Rugókkal meghajtott erőgép
- Közeg nyomását hasznosító erőgépek
  - Hidraulikus munkahengerek
  - Pneumatikus munkahengerek
    - Membrános
    - Dugattyús

  - Lapátos turbinák

#### Mozgási energiát hasznosító erőgép
- Szél munkaközegű:
  - Vitorla
  - Szélkerék, szélturbina
- Víz munkaközegű:
  - Alulcsapott vízikerék
  - Akciós vízturbinák: Pelton-, Bánki-, Curtis-turbina
- Szilárd test mozgási energiájával működő:
  - Lendkerék meghajtású erőgép

#### Nyomási energiát hasznosító erőgép
- Pneumatikus, hidraulikus energiát hasznosító erőgép

### Hőerőgépek
Hőerőgépekben egy közeg belső energiáját (jellemzően hőmérsékletét, nyomását, térfogatát, ill. entalpiáját, energiáját) alakítják mechanikai energiává. Alapösszefüggéseik a termodinamikai főtételek.

#### A hőenergiát égetéssel előállító erőgépek

##### Belső égésű hőerőgép
az üzemanyag kémiai exoterm reakcióval az erőgépen belül elég, és mechanikai energiát szolgáltat.
Egyik típusa a dugattyús motor: Otto-motor, Diesel-motor. További felosztásuk egyéb jellemzőik szerint szokásos, pl. a periodikus szakaszok szerint: kétütemű, négyütemű motorok. A felhasznált üzemanyag szerint lehetnek: benzin, nyersolaj, petróleum, gázmotorok.

##### Külső égésű hőerőgép
Amelyik hőerőgépnél az égés a munkavégző közegen kívül történik, azt külső égésűnek nevezzük.
Külső égésű erőgép: egy külső térben égési folyamattal termelt hőenergiát tartalmazó közeg szolgáltat a gépben mechanikai energiát:
- Gőzgép (kazánban termelt gőzzel,
- Stirling-motor (külső hevítéssel és hűtéssel),
- Gőzturbina (külső kazán),
- Hőlégmotor,
- Bimetallal működő erőgép.

##### Gázturbinák
Külön csoportot képeznek a gázturbinák, mert ugyan a munkaközegben történik az égés, de esetenként teljesen elkülönített égéstérben, vagy más (Diesel)gázgenerátorban.
Gázturbina: az égéstérben az égéstermékek járókereket hajtanak meg, mely a mechanikai energia egy részét egy levegőkompresszornak adja át. Szerkezetét tekintve lehet a két egység egy tengelyen, vagy külön egységben, pl. Diesel szabaddugattyús gázgenerátor által szolgáltatott égéstermékekkel meghajtott, csak a járókereket tartalmazó gázturbina. Szoros értelemben véve csak az égéstermékkel meghajtott járókerék alakítja át a hőenergiát mechanikai energiává. Motorok turbo feltöltői szintén gázturbinák, melyeket a motor még forró kipufogó gázai hajtanak, és a motor számára az égéslevegőt elősűrítik.

#### Nem égéssel működő hőerőgépek
Nem égéssel működő hőerőgépekben a hőfejlesztés más exoterm reakcióval, egyéb folyamatok hulladékhőjével vagy sugárzással (pl. napsugárzással) felvett hővel történhet. A külső égésű erőgépek nagy része alkalmas nem égetéssel termelt hő hasznosítására is.

### Villamos energiát hasznosító erőgépek
- Elektromágnesek
- Villanymotorok:
  - egyenáramú motorok,
  - váltakozó áramú motorok:
    - egyfázisú
    - többfázisú

  - Lineáris villamos motorok
- Villamos áram hőhatását hasznosító eszközök
  - Nitinol "izomhuzal"-ok (hőhatásra hosszanti irányban zsugorodó ötvözött huzal, húzóerő létrehozására képes)
  - Mozgató bimetallok

### Nem termikus kémiai energiát hasznosító erőgép
- Biológiai folyamatokban az élő szervezetek molekuláris motorja.

Az erőgépek egyéb tulajdonságai szerint további osztályozás lehetséges:

## Az erőgépek csoportosítása szerkezeti felépítése szerint

### Térfogatkiszorításos gépek (volumetrikus gépek)
Az energia átalakítás során a közeg térfogata változik, valamint a közeg áramlása periodikusan változik. A térfogatkiszorításos gépek általánosan használt kifejezése a motor (dugattyús motor), de használjuk energiaközvetítő rendszerekben erőátvitelnél a hidraulikus motor kifejezést is (a szivattyú, illetve kompresszor ellentettjeként).

### Turbinák(szoros értelemben vett áramlástechnikai gépek)
Működési alapelvük az impulzusnyomatéki tétel, szerkezetük lapátozott, forgó járókerékből áll, a közeg az erőgépen át megszakítás nélkül áramlik. A turbófeltöltőkben, turbinákban az áramló munkaközeg mozgási energiája is jelentős, de lehet turbina megnevezése egy túlnyomóan helyzeti energiát hasznosító erőgépnek is (Francis-turbina).